# Pistapaug Mountain
Pistapaug Mountain (auch: Paug Mountain) ist ein Trapp-Berg 18 km (11 Meilen) nordöstlich vom Zentrum von New Haven, Connecticut. Er erreicht eine Höhe von 210 m (700 ft) und ist Teil der schmalen, linearen Metacomet Ridge, welche sich vom Long Island Sound bei New Haven durch das Connecticut River Valley von Massachusetts bis an die Grenze von Vermont nach Norden zieht. Fowler Mountain zeichnet sich aus durch einzigartige mikroklimatische Ökosysteme und seltene Pflanzengemeinschaften. Er steigt über dem Pistapaug Pond und dem Quinnipiac River Valley im Westen steil über 100 m an. Der Mattabesett Trail verläuft über den Berg.

## Geographie
Der Berg liegt im Gebiet der Town of Durham. Er ist 3,2 km (2 mi) lang und 700 m (0,5 mi) breit, wobei die zerklüftete Topographie die Fläche viel größer macht. Die Metacomet Ridge verläuft im Norden von Pistapaug Mountain weiter im Fowler Mountain und im Süden als Totoket Mountain. Pistapaug Mountain ist ein wichtiger Aquifer; Pistapaug Pond, am Fuß des Berges im Osten, ist ein Trinkwasserspeicher. Der Berg ist größtenteils bewaldet, bietet aber einige Aussichtspunkte auf dem Gipfel der Klippen nach Westen über Pistapaug Pond und das Quinnipiac River Valley.
Die Metacomet Ridge erstreckt sich vom Pistapaug Mountain weiter nach Norden in Form des Fowler Mountain und nach Süden als Totoket Mountain. Die Westhälfte des Pistapaug Mountain entsendet ihre Wasser durch den Farm River, und damit zum East Haven River und Long Island Sound; die Ostseite entwässert über den Parmalee Brook zum Coginchaug River, und durch den Connecticut River in den Long Island Sound.

## Geologie und Ökologie
Pistapaug Mountain besteht, wie der größte Teil der Metacomet Ridge, aus Basalt, einem so genannten Trapp. Der Berg entstand gegen Ende der Trias, als der Nordamerikanische Kontinent von Afrika und Eurasien wegdriftete. Lava stieg in den Rift-Spalten auf und erstarrte zu mehrere hundert Meter dicken Kissen. Folgende Verwerfungen und Erdbeben falteten die Schichten, so dass die Klippen und Kämme entstanden zu denen Fowler Mountain heute gehört.
Heiße, trockene Gipfel, kühle, feuchte Schluchten und mineral-reiche Schuttkegel aus Basalt-Geröll bilden zusätzliche mikroklimatische Ökosysteme am Fuß des Berges, in denen seltene Pflanzen und Tierarten Lebensraum finden, die sonst in Connecticut selten sind. Pistapaug Mountain ist auch eine wichtige Wanderroute für durchziehende Greifvögel.

## Freizeitmöglichkeiten und Naturschutz
Ein großer Teil der Ostseite des Berges ist Privatbesitz; die Westseite ist kommunales Wasserschutzgebiet. Der Mattabesett Trail der Connecticut Forest and Park Association, verläuft über den Kamm des Pistapaug Mountain. Wandern, Picknicken und Skilaufen sind erlaubt, Pistapaug Pond ist nicht öffentlich zugänglich. Der Einstieg zum Wanderweg über Pistapaug Mountain und den Mattabesett Trail liegt zwischen Totoket Mountain und Pistapaug Mountain an der Connecticut Route 17, 6 km östlich von Northford und 5 km westlich der Kreuzung mit der Connecticut Route 77. Parken ist entlang der Route 17 möglich.
Die Ökosysteme und der Bergkamm des Pistapaug Mountain sind stark durch Bau-Erschließung bedroht. 2000 wurde Pistapaug Mountain in eine Studie des National Park Service einbezogen für eine Einbeziehung in einen neuen National Scenic Trail (New England National Scenic Trail), welcher auch den Metacomet-Monadnock Trail in Massachusetts und den Mattabesett Trail und den Metacomet Trail in Connecticut verbinden würde.
Der Middlesex Land Trust und der Wallingford Land Trust bemühen sich um eine Erhaltung der Landschaft von Pistapaug Mountain.
| ↓ Süden | Norden ↑ |
| ------- | -------- |
|         |          |